# Dear Friend Hitler
Dear Friend Hitler (en hindi: प्रिय मित्र हिटलर, en español: Querido Amigo Hitler) es una película india del año 2011.
Considerada polémica, evoca un contacto epistolar que existió entre el líder pacifista indio Mahatma Gandhi y el dictador nazi Adolf Hitler, intentando apaciguarlo.

## Reparto
- Raghubir Yadav - Adolf Hitler
- Neha Dhupia - Eva Braun
- Nalin Singh - Joseph Goebbels
- Nasir Abdullah - Albert Speer
- Lucky Vakharia - Amrita Kaur
- Nikita Anand - Magda Goebbels
- Bhupesh Kumar Pandey - Subhas Chandra Bose
- Avijit Dutt - Mahatma Gandhi
- Hanuman Pd Rai - Otto Günsche